# Chubbs graszanger
Chubbs graszanger (Cisticola chubbi) is een zangvogel uit de familie Cisticolidae. Deze vogel is genoemd naar de Engelse ornitholoog Ernest Charles Chubb (1884-1972).

## Verspreiding en leefgebied
Deze soort komt voor in westelijk-centraal en oostelijk-centraal Afrika en telt vier ondersoorten:
- C. c. adametzi: zuidoostelijk Nigeria en zuidwestelijk Kameroen.
- C. c. discolor: Mount Cameroon (zuidwestelijk Kameroen).
- C. c. chubbi: van oostelijk Congo-Kinshasa tot westelijk Kenia.
- C. c. marungensis: Marungugebergte (zuidoostelijk Congo-Kinshasa).